# Katavotron
Katavotron je starogrški izraz in pomeni požiralnik ali ponor. V krasoslovnem izrazoslovju pomeni navpični ponor v živi skali, ki je zaradi povečanja odtoka umetno razširjen. Znan katavotron je Putickova štirna na Planinskem polju .